# Ракоци (мост)
Мост „Ракоци“ (на унгарски: Rákóczi híd) е стоманен мост над река Дунав, който свързва двата бряга на Будапеща, с дължина 494,8 метра и ширина 30,6 метра. Разположен е в южния район Ладманьоси. Построен е през 1995 г. за срок от три години. Той е проектиран от Тибор Шиграй. Повод за неговия строеж е проведеното „Световно изложение“ през 1996 г., с цел да си намали натоварването на трафика по южните градски магистрали и мостът „Петьофи“.
По време на изграждането на моста са използвани метални и стоманобетонни конструкции, облицовани с гранитни блокове. При издигането на опорите са използвани купчини с висока якост с дължина 16–25 м. Изграждането на моста Ракочи също се е сблъскало с последствията от Втората световна война. От дъното на реката са издигнати фрагменти от разрушен железопътен мост, неексплодирани боеприпаси и потънала лодка.
До 2011 г. мостът носи името Ладманьоси. В периода 2011–2015 г. е реконструиран. По време на експлоатация са отстранени дефекти в боядисването на пилони и огради, модернизирани са трамвайните коловози и са отстранени други недостатъци.